# JSFuck
JSFuckはJavaScriptのサブセットとして考案された難解プログラミング言語。[・]・(・)・!・+の6文字のみコードを書く。
JavaScriptの様々な言語仕様を利用することで、非常に冗長なコードになってしまうものの上記6文字だけでJavaScriptの全機能を使用できる。
名前はBrainfuckに由来するが、独自のコンパイラやインタプリタを必要とするBrainfuckとは異なり、JSFuckはあくまでもJavaScriptの言語仕様に基づいているためJavaScriptの処理系（WebブラウザやJavaScriptエンジン）で動作する。

## 歴史
2009年7月にHasegawa YosukeがJavaScriptを[]()!+,\"$.:;_{}~=の18文字に変換するWebアプリケーションを作った。
2010年1月には、sla.ckers.orgというWebアプリケーションセキュリティサイトの「Obfuscation」フォーラムで非公式の競争が開催され、文字数を当時必要最小限だと思われていた8文字（[]()!+,/）に抑える方法が考案された。その後、どうにか , と / を使わないようにできないか模索され、同年3月にはJS-NoAlnumと呼ばれる現在の6文字で表現されるエンコーダーができた。同年11月にハセガワはJSF*ckと呼ばれる6文字で表現されるエンコーダーを完成させた。2012年には、Martin Kleppe が"jsfuck"と名前をつけたプロジェクトをGitHub上で公開した。そしてJSFuck.comというサイトでエンコーダーの実装を公開している。
JSFuckはマルウェアをウェブサイトにクロスサイトスクリプティング (XSS)等によって埋め込むことにも使われたことがある。他の潜在的な使用方法としては、難読化がある。よく使われるJavaScriptライブラリであるjQueryも、6文字で完全に置き換えられたことがある。

## 変換の手順
JSFuckは非常に冗長である。JavaScriptではalert("Hello World!")としてポップアップを開くであろうコードは21字である。しかし、同じことをJSFuckでしようとすると22948字にもなる。いくつかの文字はJSFuckで表現しようとすると1000文字を超える。この節はどうやって文字を生成することができるのか説明する。

### 数字
0は+[]によって作られる。ここで、[]は空の配列であり、+は単項プラスである。ここに型変換が働いて、[]は0とみなされる。
1は+!![] か +!+[]で、論理値true (JSFuckでは!![]か!+[]として表現される)が数字の1に変換されたものである。
2から9については、!![]（前述の通り1）をその回数だけ繰り返し、それを+で連結すれば良い。これを踏まえると2は!![]+!![]や!+[]+!+[]と書くことができる。
2桁以上の場合は、1桁ずつ数字として配列に詰めたあと、それを1要素連結すればよい。例として"10"は[1] + [0]と書き換えることができる。前述の0と1の作り方を適用すると、これは[+!+[]]+[+[]]となる。数値を返したい場合は、頭に+をつける(この例では10 = +([+!+[]]+[+[]]))

### 文字
JSFuckではいくつかの文字は論理値や"NaN"、"undefined"から添字付き(角括弧の中に数字が入ったもの)で取り出すことになる。他の文字を生成するためにさらなるトリックが存在する。"1e1000"を数字に型変換すると、Infinityとなり、yを簡単に取り出すことができるようになる。下に記したのは最もシンプルにプリミティブな値を作るコードである。
(ただし、幾つかのコンパイラでは!+[]が警告されるため!![]に統一している。)
| 値        | JSFuck                                                       |
| --------- | ------------------------------------------------------------ |
| false     | ![]                                                          |
| true      | !![]                                                         |
| NaN       | +[![]]                                                       |
| undefined | [][[]]                                                       |
| Infinity  | +(+!![]+(!![]+[])[!![]+!![]+!![]]+[+!![]]+[+[]]+[+[]]+[+[]]) |

#### 例:"a"の生成
- "a": 文字列"false"から取ることにする。"false"の2文字目は"a"である。これは
- "false"[1]としてアクセスできる。"false"はfalse+[]から作ることができる。すなわち、falseと空の配列を足すことになる。
- (false+[])[1]: falseは![]から生成できるので(論理否定を空の配列に適用する)
- (![]+[])[1]: 1は数字であるので、これを+trueで置き換えると
- (![]+[])[+true]: そしてfalseは![]でtrueは!![]なので
- (![]+[])[+!![]] - これで"a"を返す。

JavaScriptで実際に試してみると、alert((![]+[])[+!![]])とalert("a")は同じ出力である。

### 他の生成
FunctionのコンストラクタはJavaScriptとして有効なコードを実行することができるので、alert(1)はFunction("alert(1)")()と同じである。Functionのコンストラクタは、[]["at"] (Array.prototype.at) のように標準の関数のconstructorプロパティから取り出すことができる。このことを踏まえると、alert(1)は[]["at"]["constructor"]("alert(1)")()と書き換えることができる。

## 文字表
文字を作ることができる一番短いコードを下に記した。他の文字も生成できるがおそらくもっと長くなるだろう。
(ただし、幾つかのコンパイラでは!+[]が警告されるため!![]に統一している。)
| 文字  | JSFuck                                                                               |
| ----- | ------------------------------------------------------------------------------------ |
| +     | (+(+!![]+(!![]+[])[!![]+!![]+!![]]+[+!![]]+[+[]]+[+[]])+[])[!![]+!![]]               |
| .     | (+(+!![]+[+!![]]+(!![]+[])[!![]+!![]+!![]]+[!![]+!![]]+[+[]])+[])[+!![]]             |
| 0     | +[]                                                                                  |
| 1     | +!![]                                                                                |
| 2     | !![]+!![]                                                                            |
| 3     | !![]+!![]+!![]                                                                       |
| 4     | !![]+!![]+!![]+!![]                                                                  |
| 5     | !![]+!![]+!![]+!![]+!![]                                                             |
| 6     | !![]+!![]+!![]+!![]+!![]+!![]                                                        |
| 7     | !![]+!![]+!![]+!![]+!![]+!![]+!![]                                                   |
| 8     | !![]+!![]+!![]+!![]+!![]+!![]+!![]+!![]                                              |
| 9     | !![]+!![]+!![]+!![]+!![]+!![]+!![]+!![]+!![]                                         |
| a     | (![]+[])[+!![]]                                                                      |
| d     | ([][[]]+[])[!![]+!![]]                                                               |
| e     | (!![]+[])[!![]+!![]+!![]]                                                            |
| f     | (![]+[])[+[]]                                                                        |
| i     | ([![]]+[][[]])[+!![]+[+[]]]                                                          |
| I (i) | (+(+!![]+(!![]+[])[!![]+!![]+!![]]+(+!![])+(+[])+(+[])+(+[]))+[])[+[]]               |
| l (L) | (![]+[])[!![]+!![]]                                                                  |
| N     | (+[![]]+[])[+[]]                                                                     |
| n     | ([][[]]+[])[+!![]]                                                                   |
| r     | (!![]+[])[+!![]]                                                                     |
| s     | (![]+[])[!![]+!![]+!![]]                                                             |
| t     | (!![]+[])[+[]]                                                                       |
| u     | ([][[]]+[])[+[]]                                                                     |
| y     | (+[![]]+[+(+!![]+(!![]+[])[!![]+!![]+!![]]+[+!![]]+[+[]]+[+[]]+[+[]])])[+!![]+[+[]]] |

## コード表
組み合わせることができる一番短いコードを下に記した。
これらを組み合わせ、コードを単純化することができるだろう。
| JSFuck   | 出力        | 型        |
| -------- | ----------- | --------- |
| []       | []          | object    |
| +[]      | 0           | number    |
| ![]      | false       | boolean   |
| [[]]     | [[]]        | object    |
| !![]     | true        | boolean   |
| []+[]    | ""          | string    |
| [+[]]    | [0]         | object    |
| [![]]    | [false]     | object    |
| +!![]    | 1           | number    |
| [[[]]]   | [[[]]]      | object    |
| [][[]]   | undefined   | undefined |
| []+![]   | "false"     | string    |
| [!![]]   | [true]      | object    |
| +[]+[]   | "0"         | string    |
| +[![]]   | NaN         | number    |
| [[]+[]]  | [""]        | object    |
| [[+[]]]  | [[0]]       | object    |
| [[![]]]  | [[false]]   | object    |
| []+!![]  | "true"      | string    |
| [[[[]]]] | [[[[]]]]    | object    |
| [+!![]]  | [1]         | object    |
| [[][[]]] | [undefined] | object    |
| [[]+![]] | ["false"]   | object    |
| [[!![]]] | [[true]]    | object    |
| [+[]+[]] | ["0"]       | object    |
| [+[![]]] | [NaN]       | object    |
| +!![]+[] | "1"         | string    |

## セキュリティ
JSFuckのような難読化技術は、「通常の」JavaScriptに備わる"クラッキング防止システム"が存在しないため、eBayのオークションのページにJSFuckで書かれたスクリプトを埋め込むことができた。